# Kanada na Zimowych Igrzyskach Olimpijskich 1992
Reprezentacja Kanady na Zimowych Igrzyskach Olimpijskich 1992 liczyła 107 zawodników – 78 mężczyzn i 29 kobiet, którzy wystąpili w jedenastu dyscyplinach sportowych. Reprezentanci tego kraju zdobyli łącznie siedem medali – dwa złote, trzy srebrne i dwa brązowe.
Najmłodszym kanadyjskim zawodnikiem podczas ZIO 1992 była Sherry Ball (17 lat i 349 dni), a najstarszym – Greg Haydenluck (33 lat i 223 dni).

## Medaliści
| Medal  | Zawodnicy | Dyscyplina            | Konkurencja              |
| ------ | --- | --------------------- | ------------------------ |
| Złoto  | Kerrin Lee-Gartner | Narciarstwo alpejskie | Zjazd kobiet             |
| Złoto  | Angela Cutrone Sylvie Daigle Nathalie Lambert Annie Perreault | Short track           | Sztafeta kobiet          |
| Srebro | Dave Archibald Todd Brost Sean Burke Kevin Dahl Curt Giles Dave Hannan Gord Hynes Fabian Joseph Joe Juneau Trevor Kidd Patrick Lebeau Chris Lindberg Eric Lindros Kent Manderville Adrien Plavsic Dan Ratushny Brad Schlegel Wally Schreiber Randy Smith Dave Tippett Brian Tutt Jason Woolley | Hokej na lodzie       | Mężczyźni                |
| Srebro | Frédéric Blackburn | Short track           | 1000 m mężczyzn          |
| Srebro | Frédéric Blackburn Laurent Daignault Michel Daignault Sylvain Gagnon | Short track           | Sztafeta mężczyzn        |
| Brąz   | Myriam Bédard | Biathlon              | Bieg indywidualny kobiet |
| Brąz   | Isabelle Brasseur Lloyd Eisler | Łyżwiarstwo figurowe  | Pary sportowe            |

## Wyniki reprezentantów Kanady

### Biathlon
Mężczyźni
- Steve Cyr

sprint – 8. miejsce
bieg indywidualny – 46. miejsce
- Tony Fiala

sprint – 62. miejsce
bieg indywidualny – 26. miejsce
- Tom Hansen

sprint – 83. miejsce
- Jean Paquet

bieg indywidualny – 77. miejsce
- Glenn Rupertus

sprint – 52. miejsce
bieg indywidualny – 20. miejsce
- Glenn Rupertus
Jean Paquet
Tony Fiala
Steve Cyr

sztafeta – 10. miejsce
Kobiety
- Myriam Bédard

sprint – 12. miejsce
bieg indywidualny – 
- Jane Isakson

sprint – 50. miejsce
bieg indywidualny – 54. miejsce
- Lise Meloche

sprint – 47. miejsce
bieg indywidualny – 50. miejsce
- Yvonne Visser

sprint – 59. miejsce
bieg indywidualny – 52. miejsce
- Lise Meloche
Myriam Bédard
Jane Isakson

sztafeta – 11. miejsce

### Biegi narciarskie
Mężczyźni
- Yves Bilodeau

10 km stylem klasycznym – 25. miejsce
Bieg łączony – 45. miejsce
30 km stylem klasycznym – 59. miejsce
- Dany Bouchard

10 km stylem klasycznym – 25. miejsce
Bieg łączony – 40. miejsce
- Darren Derochie

50 km stylem dowolnym – 61. miejsce
- Wayne Dustin

10 km stylem klasycznym – 64. miejsce
Bieg łączony – 56. miejsce
30 km stylem klasycznym – 48. miejsce
50 km stylem dowolnym – 46. miejsce
- Alain Masson

30 km stylem klasycznym – 60. miejsce
50 km stylem dowolnym − DNF
- Al Pilcher

10 km stylem klasycznym – 52. miejsce
Bieg łączony – 52. miejsce
30 km stylem klasycznym – 45. miejsce
- Dany Bouchard
Wayne Dustin
Yves Bilodeau
Darren Derochie

sztafeta – 11. miejsce
Kobiety
- Rhonda DeLong

5 km stylem klasycznym – 41. miejsce
Bieg łączony – 40. miejsce
15 km stylem klasycznym – 43. miejsce
- Lorna Sasseville

15 km stylem klasycznym – 40. miejsce
30 km stylem dowolnym – 51. miejsce
- Angela Schmidt-Foster

5 km stylem klasycznym – 39. miejsce
Bieg łączony – 51. miejsce
15 km stylem klasycznym – 29. miejsce
- Lucy Steele

5 km stylem klasycznym – 46. miejsce
Bieg łączony – 39. miejsce
30 km stylem dowolnym – 33. miejsce
- Jane Vincent

5 km stylem klasycznym – 53. miejsce
Bieg łączony – 49. miejsce
30 km stylem dowolnym – 40. miejsce
- Angela Schmidt-Foster
Rhonda DeLong
Jane Vincent
Lucy Steele

sztafeta – 11. miejsce

### Bobsleje
Mężczyźni
- Greg Haydenluck, Dave MacEachern

Dwójki – 11. miejsce
- Dennis Marineau, Chris Farstad

Dwójki – 9. miejsce
- Chris Lori, Ken LeBlanc, Cal Langford, Dave MacEachern

Czwórki – 4. miejsce
- Dennis Marineau, Chris Farstad, Jack Pyc, Sheridon Baptiste

Czwórki − DNF

### Hokej na lodzie
Mężczyźni
- Dave Archibald, Todd Brost, Sean Burke, Kevin Dahl, Curt Giles, Dave Hannan, Gord Hynes, Fabian Joseph, Joe Juneau, Trevor Kidd, Patrick Lebeau, Chris Lindberg, Eric Lindros, Kent Manderville, Adrien Plavsic, Dan Ratushny, Brad Schlegel, Wally Schreiber, Randy Smith, Dave Tippett, Brian Tutt, Jason Woolley –

### Łyżwiarstwo figurowe
Mężczyźni
- Kurt Browning

soliści – 6. miejsce
- Michael Slipchuk

soliści – 9. miejsce
- Elvis Stojko

soliści – 7. miejsce
Kobiety
- Josée Chouinard

Solistki – 9. miejsce
- Karen Preston

Solistki – 8. miejsce
Pary
- Sherry Ball
Kris Wirtz

Pary sportowe – 12. miejsce
- Isabelle Brasseur
Lloyd Eisler

Pary sportowe – 
- Christine Hough
Doug Ladret

Pary sportowe – 9. miejsce
- Jacqueline Petr
Mark Janoschak

Pary taneczne – 10. miejsce

### Łyżwiarstwo szybkie
Mężczyźni
- Robert Dubreuil

500 m – 14. miejsce
- Sean Ireland

500 m – 30. miejsce
1000 m – 23. miejsce
- Pat Kelly

1000 m – 45. miejsce
1500 m − DNF
- Neal Marshall

1500 m – 36. miejsce
5000 m – 26. miejsce
10 000 m – 26. miejsce
- Kevin Scott

500 m – 17. miejsce
1000 m – 16. miejsce
1500 m – 40. miejsce
- Guy Thibault

500 m – 16. miejsce
1000 m – 7. miejsce
1500 m – 20. miejsce
Kobiety
- Susan Auch

500 m – 6. miejsce
1000 m – 17. miejsce
- Catriona Le May Doan

500 m – 14. miejsce
1000 m – 31. miejsce
- Shelley Rhead-Skarvan

500 m – 18. miejsce
1000 m – 25. miejsce

### Narciarstwo alpejskie
Mężczyźni
- Felix Belczyk

zjazd – 18. miejsce
kombinacja − DNF
- Rob Crossan

supergigant − DNF
gigant – 35. miejsce
slalom – 20. miejsce
kombinacja – 12. miejsce
- Brad King

slalom − DNF
- Cary Mullen

zjazd − DNF
kombinacja – 14. miejsce
- Willy Raine

supergigant – 48. miejsce
gigant – 39. miejsce
slalom – 29. miejsce
- Brian Stemmle

zjazd – 23. miejsce
- Roman Torn

zjazd − DNF
Kobiety
- Annie Laurendeau

slalom – 25. miejsce
- Kerrin Lee-Gartner

zjazd – 
supergigant – 6. miejsce
kombinacja − DNF
- Michelle McKendry

zjazd – 20. miejsce
supergigant – 20. miejsce
kombinacja – 6. miejsce

### Narciarstwo dowolne
Mężczyźni
- Lane Barrett

jazda po muldach – 22. miejsce
- Jean-Luc Brassard

jazda po muldach – 7. miejsce
- Christian Marcoux

jazda po muldach – 27. miejsce
- John Smart

jazda po muldach – 5. miejsce
Kobiety
- Anna Kindy

jazda po muldach – 18. miejsce
- LeeLee Morrison

jazda po muldach – 17. miejsce
- Bronwen Thomas

jazda po muldach – 16. miejsce

### Saneczkarstwo
Mężczyźni
- Christi-Adrian Sudu

jedynki – 24. miejsce
- Harington Telford

jedynki – 18. miejsce
- Christi-Adrian Sudu
Dan Doll

Dwójki – 13. miejsce
- Bob Gasper
André Benoit

Dwójki – 14. miejsce
Kobiety
- Kathy Salmon

jedynki – 16. miejsce

### Short track
Mężczyźni
- Frédéric Blackburn

1000 m – 
- Michel Daignault

1000 m – 8. miejsce
- Mark Lackie

1000 m – 7. miejsce
- Mark Lackie
Frédéric Blackburn
Michel Daignault
Laurent Daignault
Sylvain Gagnon

sztafeta – 
Kobiety
- Sylvie Daigle

500 m – 18. miejsce
- Nathalie Lambert

500 m – 6. miejsce
- Annie Perreault

500 m – 16. miejsce
- Angela Cutrone
Sylvie Daigle
Nathalie Lambert
Annie Perreault

sztafeta – 

### Skoki narciarskie
Mężczyźni
- Kirk Allen

Skocznia normalna – 55. miejsce
Skocznia duża – 53. miejsce
- Horst Bulau

Skocznia normalna – 42. miejsce
Skocznia duża – 52. miejsce
- Ron Richards

Skocznia normalna – 46. miejsce
Skocznia duża – 43. miejsce
- Ron Richards
Horst Bulau
Kirk Allen

drużynowo – 14. miejsce